# Municipio de San Andrés Dinicuiti
El municipio de San Andrés Dinicuiti (del nahuatl: dini, cuiti ‘cabeza, mogote’‘Cabeza del mogote’) es uno de los 570 municipios que conforman al estado mexicano de Oaxaca. Pertenece al distrito de Huajuapan, dentro de la región mixteca. Su cabecera es la localidad de San Andrés Dinicuiti.

## Geografía
El municipio abarca 98.34 km² y se encuentra a una altitud promedio de 1620 m s. n. m., oscilando entre 2500 y 1500 m s. n. m.

## Demografía
De acuerdo al último censo, realizado por el INEGI en 2010, en el municipio habitan 2152 personas.